# Casa Magarola
La casa Magarola és un edifici neoclàssic ubicat al carrer dels Tallers, 22-22 bis del barri del Raval de Barcelona, catalogat com a bé cultural d'interès local.

## Història
El 1756, els germans Fèlix i Francesc de Magarola i Cantó i el tintorer de seda Eudald Llorens van adquirir a Josep Antoni Ferrusola una finca al carrer dels Tallers, on va establir una fàbrica d'indianes. Les obres foren encarregades al mestre de cases Marià Enrich, que hi construí dues «oficines» grans, una anomenada «quadra de les tines», i l'altra, «quadra dels telers», i també va acondicionar la casa. El 1760, Llorens es va separar de la societat, i el 1766, els germans Magarola van adquirir una altra finca als hereus del gerrer Pere Esquirol, que el 1770 fou reformada pel mateix Enrich, que s'encarregà de terraplenar l'hort. Posteriorment, van adquirir tres finques més, i el 1779, van demanar permís per enderrocar les construccions existents (que en conjunt tenien 206 pams d'amplada) i reconstruir-les de nova planta, la documentació gràfica del qual és una secció transversal de la façana però no un alçat de la mateixa.
Fèlix de Magarola va morir el 1785, essent succeït pel seu fill Josep Francesc de Magarola i Olzina, casat amb Maria Rosa Casani. El seu germà Francesc va morir el 1790, i fou succeït per la seva vídua Antònia Margarit i el seu fill Francesc Xavier de Magarola i Margarit, casat amb Maria Teresa Rich i Forest. Els litigis entre els hereus es van acabar refonent amb el concurs de creditors, i finalment es van resoldre amb una concòrdia el 1844. El 1826, l'hereu Francesc de Magarola i Rich llogà l'edifici al fabricant de filats Isidre Cruells, associat amb Joan Traveria. L'octubre del 1830, Cruells es va separar de Traveria i filava amb màquines pròpies a les «quadres» de la casa-fàbrica, d'on fou desallotjat el desembre del 1831 pels síndics dels creditors, Erasme de Janer i Josep Cabanes, que el mateix any van arrendar la fàbrica a la companyia de filats de Traveria.
Posteriorment, la fàbrica va ser llogada a la societat Ignasi Turent i Cia, dedicada a l'abrillantament dels teixits de cotó. El 1846, Ignasi Turent va sol·licitar la legalització de la màquina de vapor de 3 CV que hi tenia instal·lada, segons els plànols signats pel mestre d'obres Josep Calçada. El 1851 va sortir a subhasta la maquinària i utensilis de la fàbrica, continuada per Valentí Sindreu i Esparó (†1865). El 1867, el seu germà i successor Francesc Xavier els vengué a Joan Esteve i Vilà per 3.500 duros.
A la dècada del 1850, hi havia a més els industrials Lluch Germans del ram de la confecció; Lluís Depares, constructor d'útils per a teixir, i Martí Plana, constructor d'instruments musicals. El 1869, un taller de marmolita instal·lat per Vicenç Estrada va sol·licitar la legalització d'una màquina de vapor de 5 CV, que havia estat instal·lat des de feia anys pels Sindreu, sota la direcció de l'enginyer industrial M. Lladó i el mestre d'obres Josep Marimon i Cot.
Francesc de Magarola i Rich va morir sense fills i fou succeït per la seva germana Marianna, vídua de Joan Argelich i Pazzi. Aquesta morí el 1862 i la propietat va passar a mans del seu fill Joan Xavier Argelich i de Magarola, metge, que carregat de deutes, el 1871 en vengué la part septentrional, incloent-hi un terreny procedent de l'enderrocament de les muralles (actuals núms. 48 i 50 del carrer de Pelai), al sastre Ignasi Morell i Salsé (†1876), i el 1877, la resta a l'industrial Miquel Boada i Vilumara. Aquell mateix any, s'hi va instal·lar provisionalment el Seminari Conciliar de Barcelona, en abandonar aquest l'antic Col·legi de Cordelles a la Rambla. El 1882, amb el trasllat cap al nou edifici al carrer de la Diputació, la planta baixa va ser ocupada per la botiga i magatzem de paper de la societat Fills d'Esteve Bachs, fundada l'any 1881, mentre que les plantes superiors restaren desocupades. A la primera dècada del segle xx, l'edifici va ser també ocupat de forma parcial per l'Ateneu Obrer de Barcelona i el Cercle Mallorquí.
L’any 2002, amb motiu de la subdivisió de l'edifici en apartaments, s'hi va realitzar una reforma i remunta sota la direcció de l'arquitecte Alfred Fernández de la Reguera.

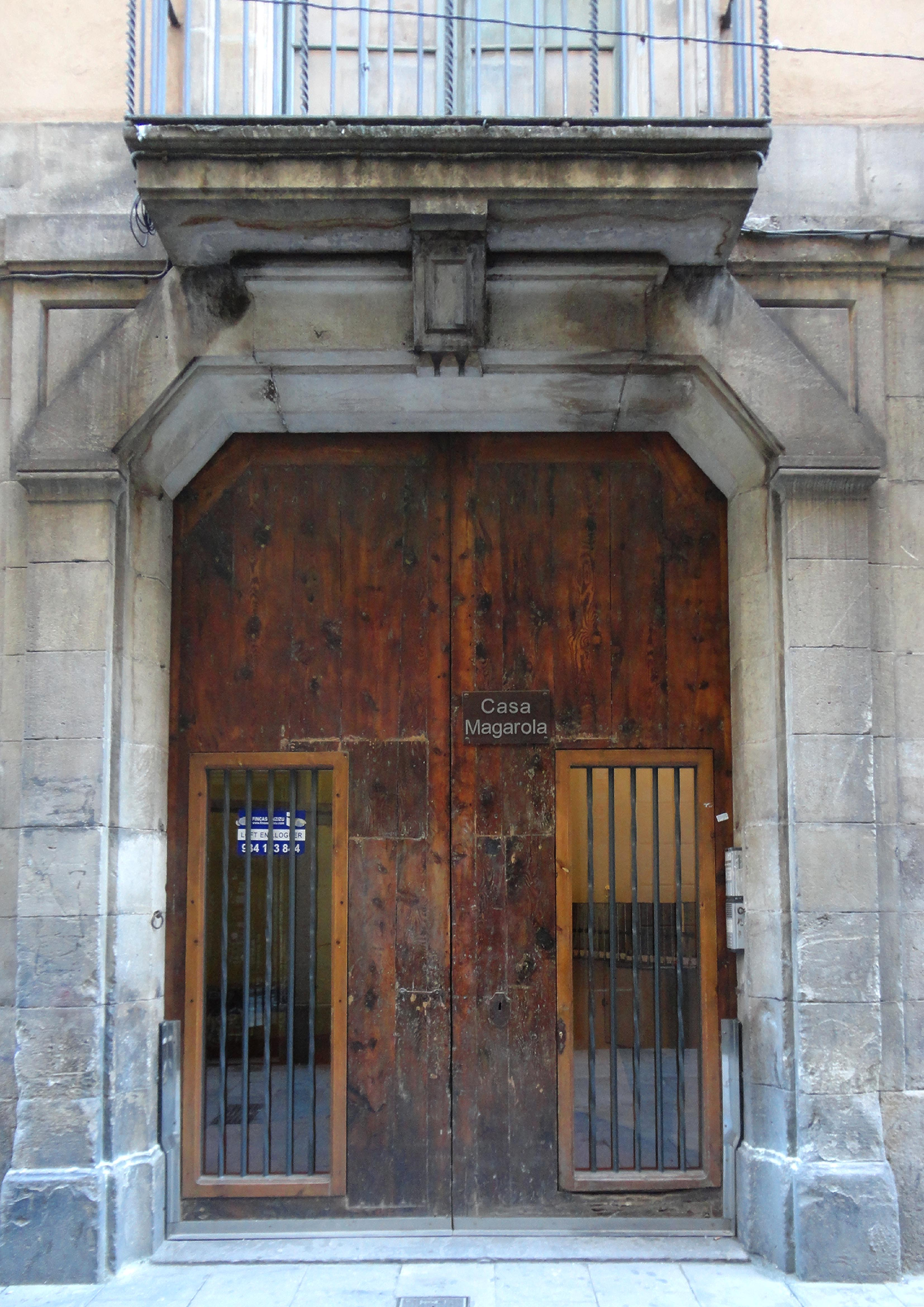
Porta principal

## Descripció
Consta de planta baixa i dos pisos. Ordenada en tres cossos verticals, la façana presenta un aplacat de pedra de Montjuïc a la planta baixa i a tots els nivells del cos central, ornat per unes pilastres jòniques monumentals. El pati central articulava l'accés a la planta noble i també a la part posterior de l'edifici, on es conserven les dues antigues «quadres». Aquestes mantenen l'estructura a base d'arcs de fàbrica i bigues, encara que el pati que les separava va ser cobert amb una estructura metàl·lica a finals del segle xix.